# Herba-savina
Herba-savina, popularment pronunciat Asbarsavina, és un antic poble de l'antic terme d'Hortoneda de la Conca, de l'actual de Conca de Dalt, al Pallars Jussà. El nom del poble ha estat escrit de diverses maneres al llarg de la història. Pascual Madoz, en el seu Diccionario geográfico... arriba a utilitzar totes aquestes formes, al llarg de la seva obra: Erbasabina, Erbasavina, Ercasabiña, Herba-sabina, Herva Sabina...

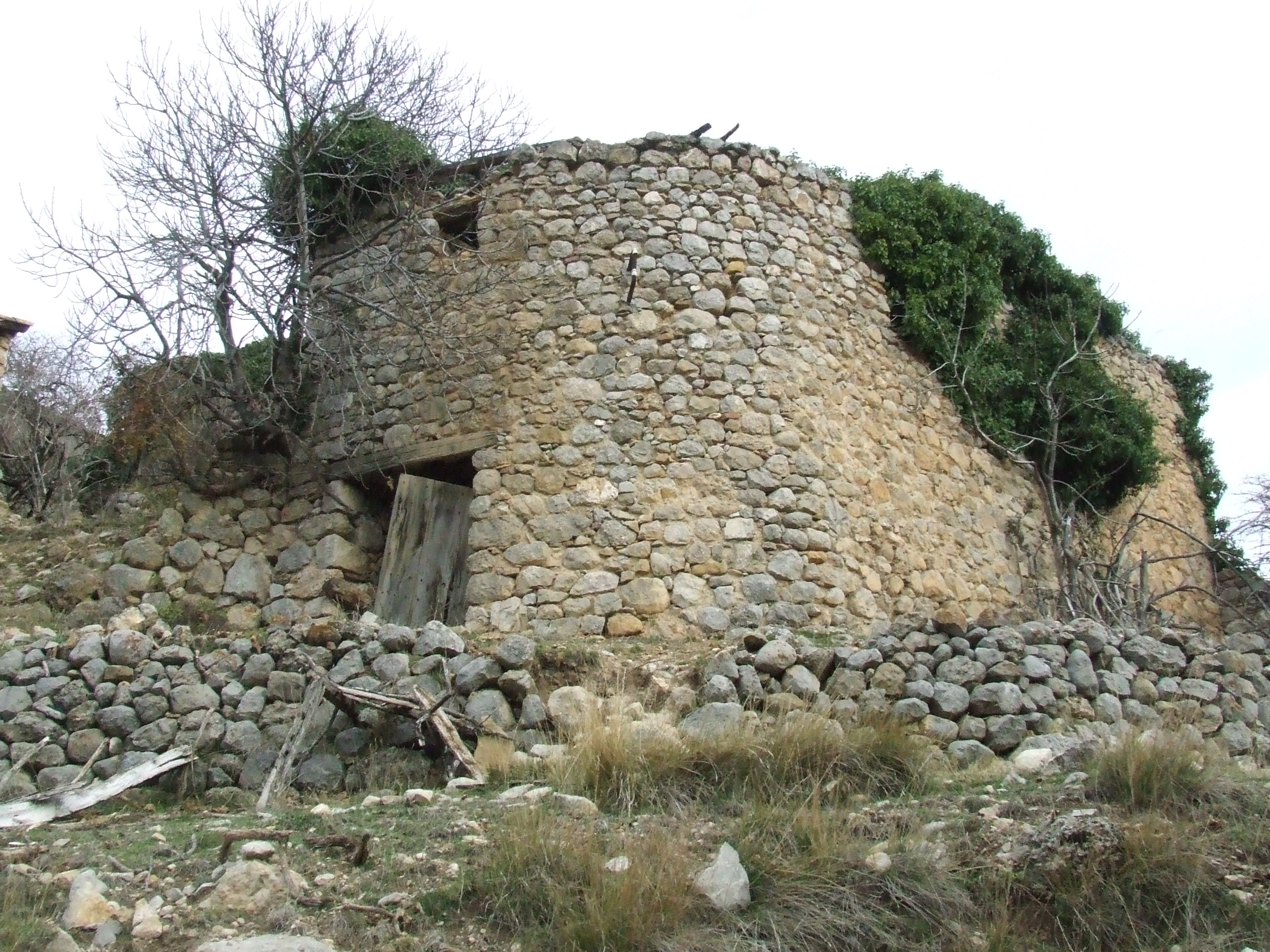
Una de les cases d'Herba-savina: Cal Tardà

Juntament amb Hortoneda, Segan, el Mas de Vilanova o Vilanoveta i Pessonada formava aquest terme d'Hortoneda de la Conca. Actualment està del tot despoblat. Tanmateix, el 1812, a ran de la promulgació de la Constitució de Cadis, Herba-savina es constituí en ajuntament independent, que el febrer del 1847 perdé, en aplicar-se la llei municipal que impulsava els ajuntaments de més de 30 veïns contribuents (caps de família) i feia desaparèixer els altres. En aquell moment, Hortoneda absorbí Herba-savina i Pessonada.
La seva església, dedicada a sant Miquel, era sufragània de Santa Maria de Pessonada.

## Història

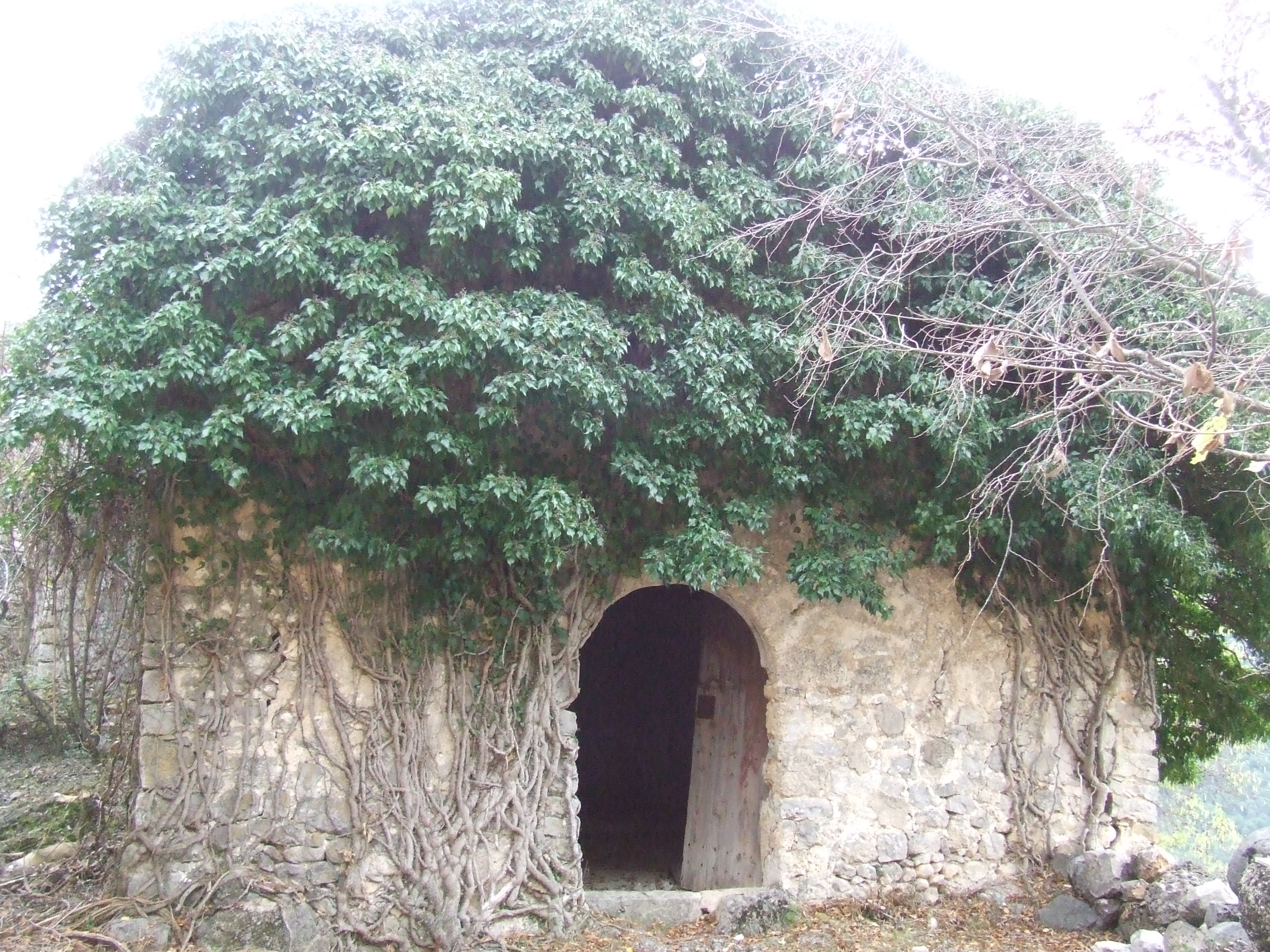
Sant Miquel d'Herba-savina

A l'obra esmentada de Pascual Madoz, publicada el 1845, l'article d'Herba-savina narra que el poble és al vessant oest de la Serra de Carreu, bastant ventilat per tots els vents menys els de llevant, ja que l'esmentada muntanya n'arrecera el poble. El clima era fred, però sa. Tenia 10 cases d'un sol pis, molt miserables, que formen un poblat costerut i sense empedrar. Bones fonts d'aigües abundoses servien la població molt fàcilment. El terreny era aspre, muntanyós i trencat, de qualitat inferior. En total hi havia uns 60 jornals de feina. Els antics boscos comunals es rompien, s'adobaven amb formiguers i al cap d'uns quants anys s'abandonaven. Hi ha força boscos de pins, savines i alzines, que proporcionaven fusta per a la construcció, per a fer carbó i per a llenya, que es venia sobretot a la Pobla de Segur. S'hi feia sègol, patates, s'hi criaven cabres i bestiar de peu rodó per a les feines del camp. En formaven la població 10 veïns (caps de família) i 61 ànimes (habitants).

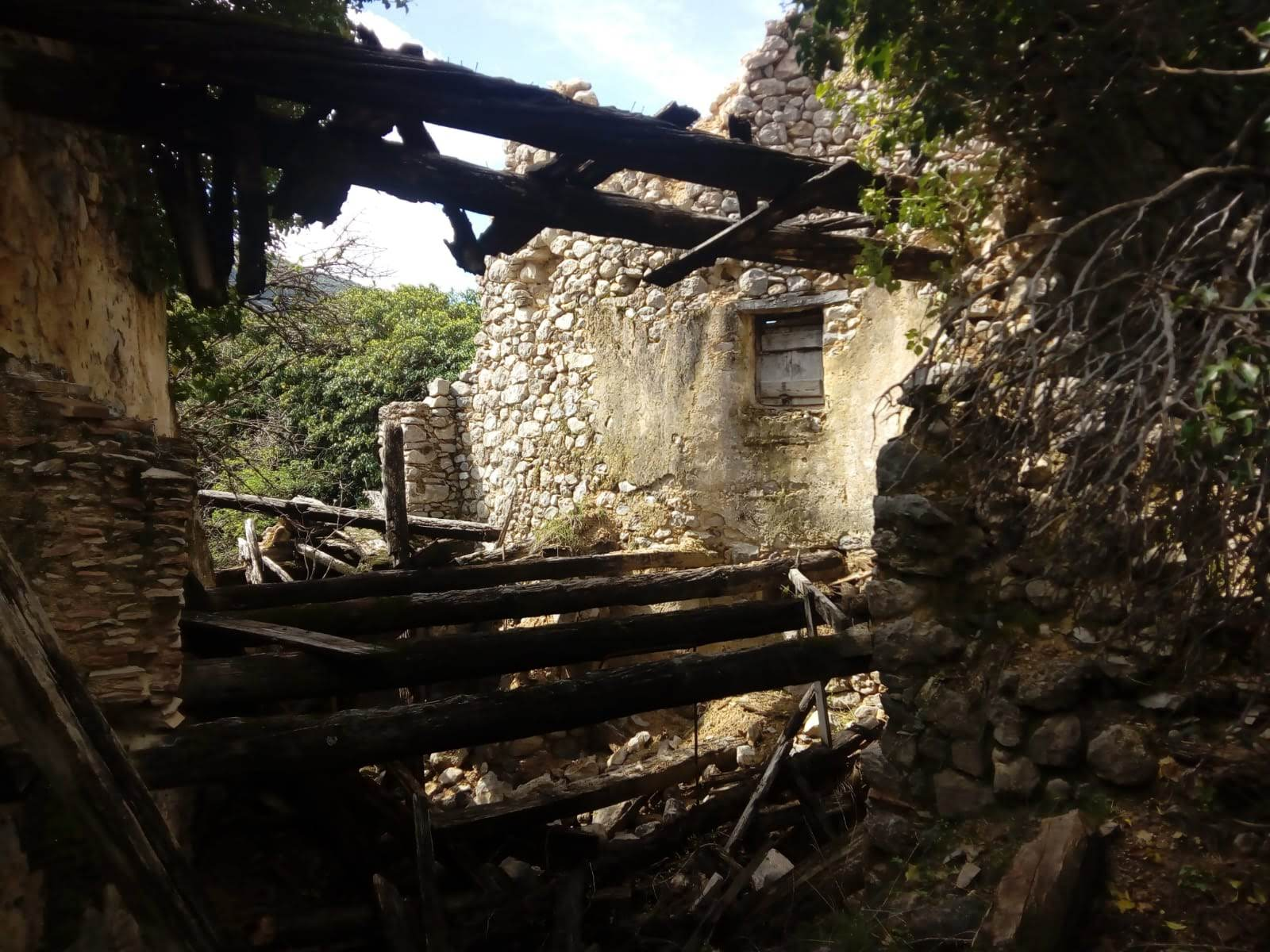
L'interior d'una de les cases d'Herba-savina

Fins a l'extinció dels senyorius, el 1831, Herba-savina formava part dels dominis del marquès de Pallars, que eren també ducs de Cardona i de Segorb i vescomtes de Vilamur.
El 1970 conservava 6 habitants, i el 1981, 1. El 2010 roman del tot abandonat, amb la major part de les cases en ruïnes. La inclusió de tot l'espai del poble i voltants en la Reserva Nacional de Caça de Boumort i en l'Espai Natural Protegit Serra de Boumort ha fet que l'abandonament del poble hagi esdevingut definitiu, i les seves ruïnes siguin actualment refugi per a les selvatgines que queden emparades per la protecció de la reserva de cacera.
Herba-savina, juntament amb Carreu, és l'escenari de la novel·la de no ficció Dos taüts negres i dos de blancs (2013), de Pep Coll.